# Liga Sudamericana 1996
La Liga Sudamericana 1996 è stata la 1ª edizione del secondo campionato tra club sudamericani. La competizione è iniziata il 6 febbraio 1996 con la fase a gironi e si è conclusa il 30 aprile 1996.
L'Olimpia de Venado Tuerto si è laureato campione per la prima volta nella storia della competizione, battendo il Corinthians in finale per 2-0.

## Formula
Le 16 squadre partecipanti sono divise in quattro gironi all'italiana. Le prime due squadre dei quattro avanzano alla fase finale ad eliminazione diretta, la quale viene giocata al meglio delle tre partite.

## Squadre
| Fase a gironi | Fase a gironi                 |
| Nazione       | Squadra                       |
| ------------- | ----------------------------- |
| Argentina     | Independiente de General Pico |
| Argentina     | Olimpia de Venado Tuerto      |
| Bolivia       | Ingavi de La Paz              |
| Brasile       | Corinthians                   |
| Brasile       | Dharma Yara Franca            |
| Brasile       | Rio Claro                     |
| Cile          | Universidad de Concepción     |
| Cile          | Universidad de Temuco         |
| Colombia      | Caimanes de Barranquilla      |
| Ecuador       | Club Deportivo de Filanbanco  |
| Paraguay      | Sol de América                |
| Perù          | Regatas Lima                  |
| Uruguay       | Aguada                        |
| Uruguay       | Hebraica Macabi               |
| Venezuela     | Cocodrilos de Caracas         |
| Venezuela     | Panteras de Miranda           |

## Fase a gironi

### Gruppo A
| Pos | Squadra                       | G | V | P | Pt | Qualificazione               |       | DHA     | IND    | ING    | REG    |
| --- | ----------------------------- | - | - | - | -- | ---------------------------- | ----- | ------- | ------ | ------ | ------ |
| 1   | Dharma Yara Franca            | 6 | 5 | 1 | 11 | Qualificate alla fase finale |       | —       | 100–95 | 134–83 | 112–93 |
| 2   | Independiente de General Pico | 6 | 4 | 2 | 10 | Qualificate alla fase finale |       | 123–119 | —      | 154–84 | 94–75  |
| 3   | Ingavi de La Paz              | 6 | 2 | 4 | 8  |                              |       | 117–120 | 96–114 | —      | 93–89  |
| 4   | Regatas Lima                  | 6 | 1 | 5 | 7  |                              | 77–82 | 88–84   | 99–78  | —      |        |

### Gruppo B
| Pos | Squadra                  | G | V | P | Pt | Qualificazione               |        | RIO    | CAI    | SOL    | AGU    |
| --- | ------------------------ | - | - | - | -- | ---------------------------- | ------ | ------ | ------ | ------ | ------ |
| 1   | Rio Claro                | 6 | 6 | 0 | 12 | Qualificate alla fase finale |        | —      | 94–79  | 118–85 | 80–79  |
| 2   | Caimanes de Barranquilla | 6 | 4 | 2 | 10 | Qualificate alla fase finale |        | 87–92  | —      | 97–89  | 98–94  |
| 3   | Sol de América           | 6 | 1 | 5 | 7  |                              |        | 72–85  | 96–102 | —      | 123–90 |
| 4   | Aguada                   | 6 | 1 | 5 | 7  |                              | 77–100 | 84–104 | 97–79  | —      |        |

### Gruppo C
| Pos | Squadra                   | G | V | P | Pt | Qualificazione               |        | COR     | PAN     | FIL    | CON     |
| --- | ------------------------- | - | - | - | -- | ---------------------------- | ------ | ------- | ------- | ------ | ------- |
| 1   | Corinthians               | 6 | 6 | 0 | 12 | Qualificate alla fase finale |        | —       | 98–71   | 109–78 | 128–108 |
| 2   | Panteras de Miranda       | 6 | 3 | 3 | 9  | Qualificate alla fase finale |        | 92–106  | —       | 127–86 | 104–91  |
| 3   | Filanbanco                | 6 | 2 | 4 | 8  |                              |        | 81–99   | 106–126 | —      | 97–91   |
| 4   | Universidad de Concepción | 6 | 1 | 5 | 7  |                              | 98–103 | 124–103 | 107–109 | —      |         |

### Gruppo D
| Pos | Squadra                  | G | V | P | Pt | Qualificazione               |        | OLI    | HEB     | COC    | TEM     |
| --- | ------------------------ | - | - | - | -- | ---------------------------- | ------ | ------ | ------- | ------ | ------- |
| 1   | Olimpia de Venado Tuerto | 6 | 5 | 1 | 11 | Qualificate alla fase finale |        | —      | 84–83   | 119–93 | 107–98  |
| 2   | Hebraica Macabi          | 6 | 4 | 2 | 10 | Qualificate alla fase finale |        | 98–94  | —       | 107–81 | 113–100 |
| 3   | Cocodrilos de Caracas    | 6 | 3 | 3 | 9  |                              |        | 97–107 | 113–110 | —      | 91–83   |
| 4   | Universidad de Temuco    | 6 | 0 | 6 | 6  |                              | 82–107 | 91–93  | 99–104  | —      |         |

## Fase finale

### Tabellone
|  | Quarti di finale | Quarti di finale              | Quarti di finale | Quarti di finale | Quarti di finale |  |  | Semifinali | Semifinali               | Semifinali | Semifinali  | Semifinali |     |   | Finale | Finale                   | Finale | Finale | Finale |  |
|  |                  |                               |                  |                  |                  |  |  |            |                          |            |             |            |     |   |        |                          |        |        |        |  |
|  | 1A               | Dharma Yara Franca            | 109              | 119              | 107              |  |  |            |                          |            |             |            |     |   |        |                          |        |        |        |  |
|  | 2C               | Panteras de Miranda           | 102              | 134              | 95               |  |  | 1A         | Dharma Yara Franca       | 111        | 106         | —          |     |   |        |                          |        |        |        |  |
|  | 1D               | Olimpia de Venado Tuerto      | 108              | 139              | —                |  |  | 1D         | Olimpia de Venado Tuerto | 117        | 120         | —          |     |   |        |                          |        |        |        |  |
|  | 2B               | Caimanes de Barranquilla      | 106              | 112              | —                |  |  |            |                          |            |             |            |     |   | 1D     | Olimpia de Venado Tuerto | 112    | 101    | —      |  |
|  | 1C               | Corinthians                   | 97               | 109              | —                |  |  |            |                          | 1C         | Corinthians | 97         | 100 | — |        |                          |        |        |        |  |
|  | 2A               | Independiente de General Pico | 86               | 88               | —                |  |  | 1C         | Corinthians              | 104        | 106         | —          |     |   |        |                          |        |        |        |  |
|  | 1B               | Rio Claro                     | 102              | 90               | 102              |  |  | 1B         | Rio Claro                | 94         | 73          |            |     |   |        |                          |        |        |        |  |
|  | 2D               | Hebraica Macabi               | 99               | 95               | 87               |  |  |            |                          |            |             |            |     |   |        |                          |        |        |        |  |

### Quarti di finale

#### Panteras de Miranda - Dharma Yara Franca
| Caracas 28 marzo 1996 | Panteras de Miranda | 102 – 109 Serie 0 - 1 | Dharma Yara Franca | Gimnasio José Joaquín Papá Carrillo |

| Franca 3 aprile 1996 | Dharma Yara Franca | 119 – 134 Serie 1 - 1 | Panteras de Miranda | Pedrocão |

| Franca 4 aprile 1996 | Dharma Yara Franca | 107 – 95 Serie 2 - 1 | Panteras de Miranda | Pedrocão |

#### Olimpia de Venado Tuerto - Caimanes de Barranquilla
| Barranquilla 27 marzo 1996 | Caimanes de Barranquilla | 106 – 108 Serie 0 - 1 | Olimpia de Venado Tuerto |  |

| Venado Tuerto 3 aprile 1996 | Olimpia de Venado Tuerto | 139 – 112 Serie 2 - 0 | Caimanes de Barranquilla | Estadio Olimpia |

#### Corinthians - Independiente de General Pico
| General Pico 26 marzo 1996 | Independiente de General Pico | 86 – 97 Serie 0 - 1 | Corinthians | Estadio Gigante de la Avenida |

| San Paolo 2 aprile 1996 | Corinthians | 109 – 88 Serie 0 - 2 | Independiente de General Pico |  |

#### Rio Claro - Hebraica Macabi
| Montevideo 27 marzo 1996 | Hebraica Macabi | 99 – 102 Serie 0 - 1 | Rio Claro |  |

| Rio Claro 2 aprile 1996 | Rio Claro | 90 – 95 Serie 1 - 1 | Hebraica Macabi |  |

| Rio Claro 3 aprile 1996 | Rio Claro | 102 – 87 Serie 2 - 1 | Hebraica Macabi |  |

### Semifinali

#### Dharma Yara Franca - Olimpia de Venado Tuerto
| Venado Tuerto 10 aprile 1996 | Olimpia de Venado Tuerto | 117 – 111 Serie 1 - 0 | Dharma Franca | Estadio Olimpia |

| Franca 17 aprile 1996 | Dharma Yara Franca | 106 – 120 Serie 0 - 2 | Olimpia de Venado Tuerto | Pedrocão |

#### Corinthians - Rio Claro
| Rio Claro 9 aprile 1996 | Rio Claro | 94 – 104 Serie 0 - 1 | Corinthians |  |

| San Paolo 16 aprile 1996 | Corinthians | 106 – 73 Serie 2 - 0 | Rio Claro |  |

### Finale
| Venado Tuerto 23 aprile 1996 | Olimpia de Venado Tuerto | 112 – 97 Serie 1 - 0 | Corinthians |  |

| San Paolo 30 aprile 1996 | Corinthians | 100 – 101 Serie 0 - 2 | Olimpia de Venado Tuerto |  |